# الجماعة الأحمدية في باكستان

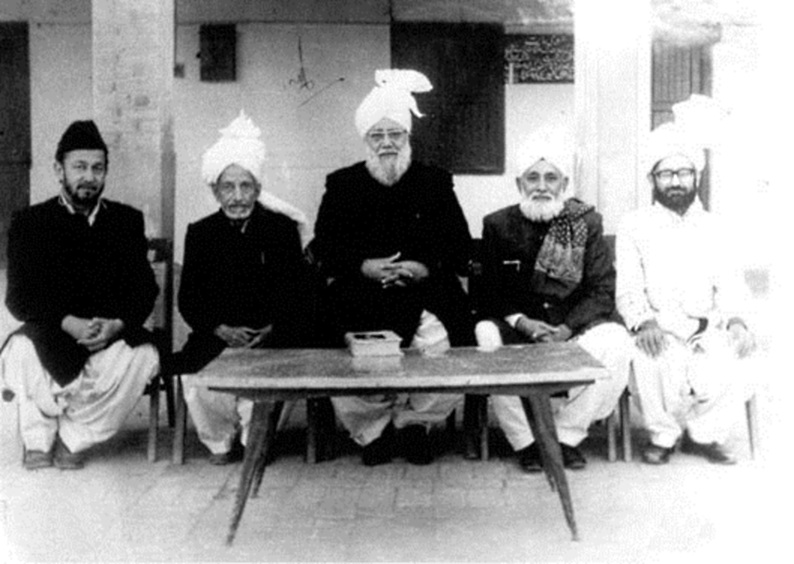
الجماعة الأحمدية في باكستان

الأحمدية في باكستان تم تقدير نسبة الأحمدية في البلاد بشكل مختلف بما يتراوح بين 0.22٪ و 2.2٪ من سكان باكستان.  وبالتالي فإن باكستان هي موطن لأكبر عدد من الأحمديين في العالم. اعتادت مدينة الربوة في مقاطعة البنجاب أن تكون المقر العالمي للجماعة الأحمدية قبل أن يتم نقلهم إلى إنجلترا.
كثيراً ما يتعرض الأحمديون في باكستان للاضطهاد والتمييز الدينيين. ووفقًا لمركز بيو للأبحاث فإن 7٪ فقط من الباكستانيين يعتبرون الأحمدية مسلمين.
نشأت الحركة الأحمدية في مدينة قاديان، وبعد استقلال باكستان انتقل الأحمديون إلى مدينة الربوة لتأسيس مقارهم. كان هناك عدد من الباكستانيين البارزين الذين ينتمون إلى الجماعة الأحمدية، بما في ذلك أول حائز على جائزة نوبل في البلاد عبد السلام ووزير الخارجية الباكستاني الأول محمد ظفر الله خان. تشكل الأحمدية والمهدوية العقائد الرئيسية للمهديين في باكستان.

## التاريخ

### بعد قيام باكستان وقيام الربوة
بعد إنشاء باكستان، جاء بعض الأحمديين مع ميرزا بشير الدين محمود إلى باكستان وشيدوا مدينتهم الخاصة التي اعتبروها أرض الميعاد.

### أعمال شغب ضد الأحمدية 1953
شنت الجماعات المعادية للأحمدية اضطهادًا واسعًا للجماعة الأحمدية من قبل الإسلاميين بما في ذلك الجماعة الإسلامية. أخمدت حكومة باكستان الاضطرابات. تم حظر طائفة الأحرار بعد فترة وجيزة.

### أعمال شغب مناهضة للأحمدية والتعديل الثاني لدستور باكستان 1974
المقال الرئيسي: التعديل الثاني لدستور باكستان
وسط اضطهاد واسع النطاق وظهور حركة مناهضة للأحمدية تسمى تحريك الخاتم نبوات، أطلق باسبان خاتمي نبوات من قبل جميع الأحزاب الإسلامية وأجبروا حكومة باكستان في عهد ذو الفقار علي بوتو على تمرير تعديل دستوري ثانٍ لدستور باكستان لإعلان أعضاء الجماعة الإسلامية الأحمدية غير مسلمين.

### تعديل عام 1984 ضد الأحمدية
في عهد الرئيس محمد ضياء الحق صدر مرسوم مناهض للأحمدية في دستور باكستان يقيد حرية الدين للأحمديين يدعي الأمر XX. ووفقًا لهذا القانون لا يمكن للأحمديين أن يطلقوا على أنفسهم مسلمين أو «يتظاهروا بأنهم مسلمون» وهو ما يعاقب عليه بالسجن لمدة ثلاث سنوات.

### تحول المقر الرئيسي إلى لندن
بعد سن هذين التعديلين اللذين شرعا اضطهاد الأحمديين، قام ميرزا طاهر أحمد خليفة المجتمع الأحمدي بنقل المقر الرئيسي إلى لندن في عام 1985.

## قضايا المجتمع

### الاضطهاد والمشاعر المعادية للأحمدية
القادياني والميرزاي هما المصطلحان المهينان للأحمديين. دعت الجماعات المعادية للأحمدية إلى الجهاد للقضاء على المجتمع الأحمدي. وفي عام 2018 أعلن برلمان جامو وكشمير بالإجماع أن الأحمديين ليسوا مسلمين.
عادة ما يصف الباكستانيون الأحمديين بأنهم قاديانيون ، وهو مصطلح مهين للمجتمع الأحمدي. أعلن التعديل الباكستاني الثاني للدستور رسميًا أن الأحمديين ليسوا مسلمين.